# مارتسل ووست
مارتسل ووست (اسپانیایی: Marcel Wüst‎؛ زادهٔ ۶ اوت ۱۹۶۷) دوچرخه‌سوار اهل آلمان است.
از باشگاه‌هایی که در آن رکاب زده‌است می‌توان به تیم دوچرخه‌سواری فستینا اشاره کرد.